# 埌南镇
埌南镇，是中华人民共和国广西壮族自治区梧州市藤县下辖的一个乡镇级行政单位。2022年3月21日，中国东方航空5735号班机空难发生于莫埌村南侧山林。

## 行政区划
埌南镇下辖以下地区：
地坡社区、埌南村、泗门村、界垌村、大办村、莫垠村、双底村、马地村、新光村、杨村、冼村、黎寨村、新勤村和界田村。